# Nathan Homer Knorr
Nathan Homer Knorr, (23 d'abril de 1905 - 8 de juny de 1977) fou el tercer president de la Watch Tower (entitat legal dels Testimonis de Jehovà) substituint en el càrrec a Joseph Rutherford.

## Història
Nascut a Bethlehem (Pennsilvània, Estats Units). A l'edat de 16 anys començà a associar-se amb les congregacions dels Estudiants de la Bíblia. El 1922 va prendre la decisió d'abandonar l'Església Reformada. El 6 de setembre de 1923 N.H. Knorr fou acceptat com a membre de la família de Betel de Brooklyn.
Un dels canvis que va fer com a president de la Watch Tower va ser crear l'Escola bíblica de Galaad, escola a on es formen missioners que són enviats per tota la terra a difondre les ensenyances de l'organització. També va augmentar el nombre de sucursals de la Societat per tot el món.
Abans de morir, va decidir incrementar la quantitat de membres de l'anomenat Cos Governant que dirigeix l'organització des de les oficines centrals, a Brooklyn.
El 1976 quan tenia 71 anys i més de 30 anys com a president de la Societat Watch Tower, se li va diagnosticar un tumor cerebral. Morí el 8 de juny de 1977 i fou substituït per Frederick William Franz.